# Cyclone Bejisa
Le cyclone Bejisa est un cyclone tropical actif dans l'océan Indien, formé le 29 décembre 2013 des restes d'énergie du cyclone Amara. À la fin de décembre 2013, l'énergie restante d'Amara a commencé à s'installer dans la mer, au nord de Madagascar. La faible perturbation s'est développée en une dépression le 28 décembre 2013. La dépression a continué à se développer et s'est transformée en cyclone tropical intense nommé Bejisa le 29 décembre (quatrième de la saison cyclonique 2013-2014 dans le sud ouest de l'océan Indien). Il a atteint son pic d'intensité le 30 décembre 2013 puis a été affaibli le lendemain avant d'attendre une fois de plus son pic d'intensité le 1er janvier 2014. 
Il passe au plus près de la Réunion le 2 janvier 2014 (œil du cyclone à 50 kilomètres et mur de l’œil à 10 kilomètres) à l’ouest de l’île, poursuivant sa trajectoire vers le sud tout en s'affaiblissant . 
Bejisa a donné des pluies torrentielles et des vents violents. Il a fait 1 mort et 17 blessés le 2 janvier 2014 à La Réunion.

## Évolution météorologique
À la fin de décembre 2013, les modèles de prévision numérique du temps de Météo-France commencèrent une cyclogénèse tropicale dans le creux de mousson au nord de Madagascar. À 18 h UTC le 27 décembre 2013, le Joint Typhoon Warning Center (JTWC) commença à suivre une zone d’orages à environ 1 350 km au nord-nord-ouest de La Réunion qui correspondait aux prévisions et qui avait un bon potentiel de développement. La perturbation atmosphérique est devenue une circulation fermée et des bandes d’orages sont apparues sur son périmètre sud le jour suivant.
À 12 h UTC le 28 décembre 2013, le Centre météorologique régional spécialisé cyclones de La Réunion (Météo-France) considéra que le système était suffisamment organisé pour être une perturbation tropicale, la quatrième de la saison cyclonique 2013-2014 dans l’océan Indien sud-ouest. La pression barométrique centrale était cependant assez élevée selon les stations météorologiques environnantes. Météo-France ne prévoyait donc qu’un faible développement en cyclone tropical avant qu’il ne faiblisse et touche les Mascareignes.
Se dirigeant vers le sud, la perturbation s’est donc approfondie. À cause de la présence d’un cisaillement des vents au-dessus du système, son centre est resté en partie dégagé de nuages mais ce cisaillement devait s’amoindrir et à 0 h UTC le 29 décembre 2013, la perturbation est devenue une dépression tropicale ,. À 18 h UTC le même jour, la dépression est devenue la tempête tropicale Bejisa, nom choisi dans la liste officielle de l’Organisation météorologique mondiale et soumis par le service météorologique de la république de Maurice,.
Les images du satellite météorologique montrèrent alors que le centre était densément couvert de nuages et que son intensification était rapide. À 6 h UTC le 30 décembre 2013, Bejisa était devenu une tempête tropicale sévère et une crête barométrique dans les niveaux moyens de l’atmosphère la poussait vers le sud-sud-ouest,.
Un très petit œil s’est ensuite développé au centre du système et Bejisa fut reclassé en cyclone tropical à 12 h UTC le 30 décembre et six heures plus tard en intense cyclone tropical (équivalent à un ouragan de catégorie 3),. Cette intensité fut cependant de courte durée et lors d’un cycle de remplacement du mur de l’œil, il s’est affaibli et une certaine désorganisation était visible.
Le 1er janvier 2014, Bejisa est remonté au niveau précédent et est passé près de La Réunion le 2 janvier 2014, poursuivant sa trajectoire vers le sud tout en s'affaiblissant.

## Impact
Avant d’atteindre le statut de dépression tropicale, Bejisa avait déjà donné de la pluie abondante aux Seychelles, une station météorologique à Mahé a ainsi signalé 164 mm en 24 heures du 27 au 28 décembre et le groupe Farquhar fut particulièrement affecté par la pluie qui dura des jours.
La pré-alerte cyclonique a été déclenchée par le Préfet de la Réunion Jean Luc Marx le 31 décembre 2013 à 12h. Elle concernait l’ensemble de l’île.
Parallèlement à cette pré-alerte, une vigilance « forte houle » a été émise à partir du 01/01/2014 à 12h. L’île était également placée sous vigilance « fortes pluies » le 01/01/2014 à 21h ainsi que sous vigilance « vent fort » le 01/01/2014 à 22h.
L’alerte orange a été annoncée le 01/01/2014 à 15h. L’alerte rouge a été déclenchée le 02/01/2014 à 10h et perdurera jusqu’au 3 janvier 9h (locales), suivie de la phase de sauvegarde jusqu’au 7 janvier à 20h. 
Ce cyclone est passé très près de La Réunion le 2 janvier, entraînant de nombreux dégâts sur l'île, le décès d'une personne ainsi que 17 blessés. Les coupures de courant se comptèrent par dizaines de milliers et les vents ont arraché des arbres et des toitures. Les hauteurs d'eau observées à Pointe des Galets et à Sainte-Marie ont été respectivement de l’ordre de 1,60 mètre et 1,70 m au-dessus du zéro hydrographique soit une surcote de l'ordre de 0,70 m pour les deux sites. Cependant, Bejisa n'a pas rivalisé avec les plus intenses cyclones à frapper l'île selon Météo-France même si le préfet de La Réunion, Jean-Luc Marx, a déclaré que son passage « est un épisode que n'avait pas connu La Réunion depuis 20 ans ». Les vents ont atteint 178 km/h au volcan, des rafales plus violentes que celles de Dumile en 2013 ou Gamède en 2007 mais moindre que celles de Dina en 2002. Il est tombé 1 000 mm de pluie à Cilaos, dans le Sud, et l'onde de tempête a atteint 11 mètres.